# Örkelljunga (commune)
La commune d'Örkelljunga est une commune suédoise du comté de Skåne. 9 733 personnes y vivent. Son chef-lieu se trouve à Örkelljunga.